# Championnats d'Afrique d'aviron 2024
Navigation
Édition précédente Édition suivante
Les championnats d'Afrique d'aviron 2024, seizième édition des championnats d'Afrique d'aviron, ont lieu du 8 au 9 novembre 2024 à El-Alamein, en Égypte,.

## Podiums
Ci-dessous les médaillés dans cette compétition,,:

### Seniors

#### Hommes
| Épreuves                         | Or | Argent                                                                  | Bronze                                                                      |
| -------------------------------- | --- | ----------------------------------------------------------------------- | --------------------------------------------------------------------------- |
| Skiff M1x                        | Abdelkhalek El-Banna (EGY)                                                                             | Hani Sbeitia (TUN)                                                      | Mohammed Aymene Fatah (ALG)                                                 |
| Skiff poids légers LM1x          | Adham Mahgoub (EGY)                                                                                    | Ghaith Kadri (TUN)                                                      | Mohamed Boucif Belhadj (ALG)                                                |
| Deux de couple M2x               | Égypte Abdelkhalek El-Banna Saif El-Den Ezz                                                            | Algérie Abdenour Zouad Seïf-Eddine Guennouche                           | Non attribuée                                                               |
| Deux de couple poids légers LM2x | Tunisie Ghaith Kadri Mohamed Krimi                                                                     | Égypte Adham Mahgoub Mostafa Tarek Kandil                               | Algérie Boucif Belhadj Chems-Eddine Boudjema                                |
| Quatre de couple M4x             | Égypte Ali Alaaeldin Ali Hassan Sayed Yehia Ibrahim Salman Seif El Deed Ezzeldeen Abdelkhalek El-Banna | Tunisie Hani Sbeitia Mohamed Rayan Hafsa Fedi Ben Hammouda Ghaith Kadri | Algérie Mohammed Aymene Zakaria Gasmi Abdenour Zouad Seïf-Eddine Guennouche |

#### Femmes
| Épreuves                         | Or                                                                             | Argent                                                                            | Bronze                                    |
| -------------------------------- | ------------------------------------------------------------------------------ | --------------------------------------------------------------------------------- | ----------------------------------------- |
| Skiff W1x                        | Ghada Nada Ibrahim (EGY)                                                       | Sarra Zammali (TUN)                                                               | Amira Sebbouh (ALG)                       |
| Skiff poids légers LW1x          | Khadija Krimi (TUN)                                                            | Maryam Abdellatif (EGY)                                                           | Chaïma Hellal Berrouane (ALG)             |
| Deux de couple W2x               | Tunisie Khadija Krimi Selma Dhaouadi                                           | Algérie Chaïma Hellal Berrouane Amira Sebbouh                                     | Égypte Ghada Nada Ibrahim Eman El-Shrkawy |
| Deux de couple poids légers LW2x | Tunisie Khadija Krimi Selma Dhaouadi                                           | Égypte Toqa Hesham Abdalglel Slim Hana Abdelhamed Eltaweel                        | Non attribuée                             |
| Quatre de couple W4x             | Égypte Ghada Nada Ibrahim Maryam Abdellatif Eman El-Shaekawy Nour Elhoda Arafa | Algérie Feriel Zitouni Lala Sabira Boukhous Chaïma Hellal Berrouane Amira Sebbouh | Non attribuée                             |

### Moins de 23 ans

#### Hommes
| Épreuves                          | Or                                                           | Argent                                                            | Bronze                                        |
| --------------------------------- | ------------------------------------------------------------ | ----------------------------------------------------------------- | --------------------------------------------- |
| Skiff BM1x                        | Fedi Ben Hammoud (TUN)                                       | Zakaria Gasmi (ALG)                                               | Abdelrahman Saad Metwally Saad (EGY)          |
| Skiff poids légers BLM1x          | Omar Hossam Eldin M.Moussa (EGY)                             | Lahlou Yacin Bensalah (ALG)                                       | Mohamed Krimi (TUN)                           |
| Deux de couple BM2x               | Tunisie Mohamed Rayan Hafsa Fedi Ben Hammoud                 | Égypte Abdelrahman Saad Metwally Saad Mohamed Abdelmohsen Ibrahim | Algérie Mohamed Cherif Boukhous Zakaria Gasmi |
| Deux de couple poids légers BLM2x | Égypte Yehia Zakaria A.Abdalah Gaber Omar Hossameldin Moussa | Libye Safwan Alkrkshi Massab Abudeeb                              | Non attribuée                                 |

#### Femmes
| Épreuves                 | Or                                          | Argent                                                    | Bronze               |
| ------------------------ | ------------------------------------------- | --------------------------------------------------------- | -------------------- |
| Skiff BW1x               | Jana Masbah (EGY)                           | Amina Zammali (TUN)                                       | Feriel Zitouni (ALG) |
| Skiff poids légers BLW1x | Sabria Boukhous (ALG)                       | Yassmin Hewiady (EGY)                                     | Amina Zammali (TUN)  |
| Deux de couple BW2x      | Algérie Feriel Zitouni Lala Sabira Boukhous | Égypte Jana Wael Ismail Mesbah Yasmine Ayman Salah Hewidy | Non attribuée        |

### Juniors (moins de 19 ans)

#### Hommes
| Épreuves              | Or | Argent                                                                               | Bronze                                     |
| --------------------- | --- | ------------------------------------------------------------------------------------ | ------------------------------------------ |
| Skiff JM1x            | Ahmed Elatiq Mohamed Elsayed Hozain (EGY)                                                                                | Mohamed Yosri Hedhli (TUN)                                                           | Dif Ellah Aissani (ALG)                    |
| Deux de couple JM2x   | Égypte Ziad Salama Abdelmonem Morsy Mohamed Hany Metwally                                                                | Algérie Abdelhamid Naidja Dif Ellah Aissani                                          | Tunisie Mohamed Yosri Hedhli Iheb Laghouan |
| Quatre de couple JM4x | Égypte Ziad Salama Abdelmonem Morsy Mohamed Hany Metwally Mohamed Abdelmaksoud Elwan Ahmed Elatiq Mohamed Elsayed Hozani | Algérie Mohamed Nazih Deries Abderrhman Haouchet Abdelhamid Naidja Dif Ellah Aissani | non attribuée                              |

#### Femmes
| Épreuves            | Or                                   | Argent                                                          | Bronze               |
| ------------------- | ------------------------------------ | --------------------------------------------------------------- | -------------------- |
| Skiff JW1x          | Yosr Hedhli (TUN)                    | Mariam Awadalla Ahmed Ali (EGY)                                 | Manel Haddadou (ALG) |
| Deux de couple JW2x | Tunisie Yoser Hedhli Youldes Othmani | Égypte Sohaila Hamza Mohammed Jana Elsayed AbdelHamed Hassanein | Non attribuée        |